# إندا غورملي
إندا غورملي (بالإنجليزية: Enda Gormley)‏ هو لاعب كرة القدم الغالية بريطاني، ولد في 8 مارس 1966 في مقاطعة لندنديري في المملكة المتحدة.